# Наджиб Тун Разак
Наджиб Разак (малайск. Najib Razak; род. 23 июля 1953[…], Kuala Lipis, Паханг) — премьер-министр Малайзии с 3 апреля 2009 года по 10 мая 2018 года.
Махатхир Мохамад, сменивший Наджиба Разака на посту премьер-министра после майских выборов 2018 г., пообещал расследовать хищения в фонде 1MDB. 12 мая 2018 г. власти Малайзии запретили Наджиб покидать пределы страны, а 3 июля он был задержан по подозрению в коррупции.
28 июля 2020 года он был признан виновным по семи пунктам обвинения: злоупотребление властью, три эпизода злоупотребления доверием и три эпизода отмывания денег.

## Критика

### Дело Ш.Алтантуяа
Французские суды проводят расследование обвинения в коррупции при покупке двух подводных лодок класса типа Министерством обороны Малайзии в 2002 году, когда Наджиб был министром обороны. Утверждается, что Абдул Разак Багинда , помощник Наджиба, получал «комиссионные» от французского производителя подводных лодок DCNS. Монголка Шаарийбуугийн Алтантуяа, нанятая французским переводчиком, чтобы облегчить покупку подводных лодок и хозяйка Багинды, впоследствии пыталась шантажировать Багинду с целью получения компенсации в размере 500 000 долларов и впоследствии была убита. 2 полицейских, которые были телохранителями в Наджибе, были обвинены и признаны виновными.

### Законопроект Совета национальной безопасности 2015 года
В декабре 2015 года законопроект Совета национальной безопасности 2015 года был принят в парламенте после шестичасового марафона. Законопроект предоставляет премьер-министру Малайзии беспрецедентные полномочия, такие как возможность определять, что составляет проблему безопасности, а также рассматривать любую часть Малайзии как зону безопасности. В этом районе власти могут производить аресты, проводить обыски или конфисковывать имущество без ордера. Законопроект подвергся критике со стороны правозащитных групп как вызывающий злоупотребления со стороны правительства. Коллегия адвокатов Малайзии назвала это «креном к авторитарному правительству». Правительство поддержало законопроект, и министр кабинета Шахидан Кассим заявил, что закон необходим для обеспечения лучшей координации и единообразного реагирования в случае, если страна столкнется с угрозами безопасности, и что закон не противоречит основным гарантированным правам человека. в соответствии с федеральной конституцией.

### Обвинения в коррупции
Потерял власть в результате выборов 2018 года. 3 июля 2018 года был арестован в ходе расследования коррупционного скандала. На следующий день ему были предъявлены официальные обвинения в преступном злоупотреблении доверием и в превышении властью; Наджиб был выпущен под залог, эквивалентный 250 тысячам долларов США. 3 апреля 2019 года начался судебный процесс над бывшим премьер-министром, обвиняемым в краже 700 миллионов долларов из инвестиционного фонда 1MDB.
28 июля 2020 года он был признан виновным по семи пунктам обвинения: злоупотребление властью, три эпизода злоупотребления доверием и три эпизода отмывания денег и приговорён к 12 годам заключения.

### Уклонение от уплаты налогов
22 июля 2020 Верховный суд Малайзии обязал Наджиба заплатить налоги, а также штрафы за просрочку на общую сумму в 1,69 млрд ринггитов ($397 млн).